# Дагг-Джексон, Элейн
Эле́йн Дагг-Дже́ксон (англ. Elaine Dagg-Jackson, урожд. Эле́йн Дагг, англ. Elaine Dagg; род. 23 мая 1955, Ванкувер, Британская Колумбия) — канадская кёрлингистка и тренер по кёрлингу. Трёхкратная чемпионка Канады среди женщин.
Участвовала в зимних Олимпийских играх 1992 года (где кёрлинг был представлен как демонстрационный вид спорта), в составе женской команды Канады завоевала бронзовую медаль.

## Достижения
- Зимние Олимпийские игры: бронза (1992; демонстрационный вид спорта).
- Чемпионат мира по кёрлингу среди женщин: серебро (1991).
- Чемпионат Канады по кёрлингу среди женщин: золото (1987, 1991, 2000), серебро (1988, 1992).
- Почётный приз «Joan Mead Builder Award» — за её вклад в развитие и популяризацию женского кёрлинга в качестве национального тренера Канадской ассоциации кёрлинга: 2011.[2]

## Команды
| Сезон   | Четвёртый     | Третий         | Второй             | Первый        | Запасной           | Турниры                   |
| ------- | ------------- | -------------- | ------------------ | ------------- | ------------------ | ------------------------- |
| 1986—87 | Пэт Сандерс   | Луиз Эрлаву    | Джорджина Хоукс    | Деб Массулло  | Элейн Дагг-Джексон | ЧК 1987                   |
| 1987—88 | Пэт Сандерс   | Луиз Эрлаву    | Джорджина Хоукс    | Деб Массулло  | Элейн Дагг-Джексон | ЧК 1988                   |
| 1990—91 | Джулия Саттон | Джоди Саттон   | Мелисса Солиго     | Кэрри Уилмс   | Элейн Дагг-Джексон | ЧК 1991 · ЧМ 1991         |
| 1991—92 | Джулия Саттон | Джоди Саттон   | Мелисса Солиго     | Кэрри Уилмс   | Элейн Дагг-Джексон | ЧК 1992 · ЗОИ 1992 (демо) |
| 1992—93 | Джулия Саттон | Джоди Саттон   | Мелисса Солиго     | Кэрри Уилмс   | Элейн Дагг-Джексон | ЧК 1993 (4 место)         |
| 1999—00 | Келли Лоу     | Джулия Скиннер | Джорджина Уиткрофт | Диана Нельсон | Элейн Дагг-Джексон | ЧК 2000                   |

(скипы выделены полужирным шрифтом)

## Результаты как тренера национальных сборных
| Год  | Турнир                                            | Сборная                    | Место |
| ---- | ------------------------------------------------- | -------------------------- | ----- |
| 1998 | Зимние Олимпийские игры 1998                      | Япония (женщины)           | 5     |
| 1998 | Чемпионат мира по кёрлингу среди женщин 1998      | Япония (женщины)           | 8     |
| 1998 | Тихоокеанско-азиатский чемпионат по кёрлингу 1998 | Япония (женщины)           | 1     |
| 1999 | Чемпионат мира по кёрлингу среди юниоров 1999     | Япония (юниоры жен.)       | 2     |
| 1999 | Чемпионат мира по кёрлингу среди женщин 1999      | Япония (женщины)           | 9     |
| 1999 | Тихоокеанско-азиатский чемпионат по кёрлингу 1999 | Япония (женщины)           | 1     |
| 2000 | Чемпионат мира по кёрлингу среди женщин 2000      | Канада (женщины)           | 1     |
| 2001 | Тихоокеанско-азиатский чемпионат по кёрлингу 2001 | Республика Корея (женщины) | 1     |
| 2002 | Чемпионат мира по кёрлингу среди женщин 2002      | Республика Корея (женщины) | 10    |
| 2002 | Тихоокеанско-азиатский чемпионат по кёрлингу 2002 | Республика Корея (женщины) | 2     |
| 2003 | Чемпионат мира по кёрлингу среди мужчин 2003      | Республика Корея (мужчины) | 10    |
| 2005 | Чемпионат мира по кёрлингу среди женщин 2005      | Канада (женщины)           | 4     |
| 2006 | Зимние Олимпийские игры 2006                      | Канада (женщины)           | 3     |
| 2010 | Зимние Олимпийские игры 2010                      | Канада (женщины)           | 2     |
| 2018 | Зимние Олимпийские игры 2018                      | Канада (женщины)           | 6     |

## Частная жизнь
Из семьи кёрлингистов: её отец — Лайалл Дагг, чемпион мира и Канады 1964 года.
Начала заниматься кёрлингом в 1986, в возрасте 31 года.
Замужем за кёрлингистом и тренером Гленом Джексоном, у них двое детей.